# Nenad Piskač
Nenad Piskač je hrvatski novinar, publicist, putopisac, esejist i pjesnik. Suradnik je nekoliko hrvatskih internetskih portala, među ostalima portalu Hrvatskog kulturnog vijeća, Hrvata AMAC i inih. Suradnik je časopisa Hrvatskog slova kao autor i kao član ocjenjivačkog suda koji dodjeljuje nagradu Dubravko Horvatić.
Objavljivao je u Brdovečkom zborniku. Pisao je prozu na kajkavštini. U putopisima je opisivao Mađarsku i Hrvatsku (U ulici Vaci stavih ruku na persa).

## Djela
- Vatrom na rijeku, 1986.
- U trenutku apokalipse, 1995.
- Očeva šutnja, 1999.
- Pogled s burze 10290: (zasluge, sluge, usluge), 2002.
- Poražena Hrvatska: udžbenik o prevrednovanju hrvatstva, 2002.
- Između Hrvata i Hrvatske. 2003.
- Javor Novak: Da sam imao Hrvatsku", ( urednik: Nenad Piskač ), politička analitika, izbor članaka iz "Hrvatskoga slova" ( 2003.)
- Prvo racunalo - roman za odraslu djecu (posvećena Kati Šoljić, sinu generala Ante Gotovine i Carli del Ponte), 2004.
- Rieči su luknje su rieči, 2005.
- Nebeska Srbija u Hrvatskoj: mit, zbilja, oprost, zaborav, obnova, 2005.
- Velika Hrvatska, 2006.
- Eurodresura, 2007.
- Haag protiv Hrvatske: (akcijski plan u očima medija), 2007.
- U boj za sanak svoj, 2009.

Putopisi su mu ušli u antologiju Hrvatski putopis: od XVI. stoljeća do danas : antologijski izbor, prireditelja Dubravka Horvatića, a pjesme u antologijama Hrvatska uskrsna lirika: od Kranjčevića do danas, prireditelja Božidara Petrača i Dunav u hrvatskom pjesništvu od srednjovjekovlja do danas : antologijski izbor, prireditelja Dubravka Horvatića i Stjepana Sučića te antologiji Molitvenik hrvatskih pjesnika: vijenac molitava, u izboru Josipa Brkića.